# Corona Danica

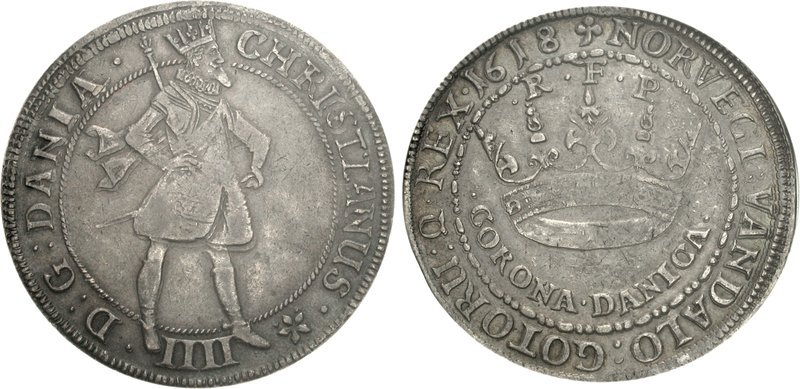
Corona Danica von 1618 (Durchmesser 46 mm)

Die Corona Danica (lateinisch für „Dänische Krone“) ist ein 1618 unter König Christian IV. von Dänemark und Norwegen (1588–1648) neu eingeführter Münztyp im Wert von zunächst 1 1⁄2 Reichstalern. Sie ist die ursprüngliche Dänische Krone, eine Talermünze, die nur kurzzeitig geprägt wurde. Der Münzname ist Teil der Legende der Rückseite. Neben einer großen Doppelkrone wurden auch Kronen und Teilstücke zu 1/2, 1/4 und 1/8 Kronen geprägt sowie Münzen zu 8, 4, 2 und 1 Kroneskilling. In wechselndem Umfang und mit tendenziell sinkendem Silbergehalt bringen bis zum Ende des 18. Jahrhunderts alle dänischen Könige Kronen-Münzen heraus.

## Münzgeschichte

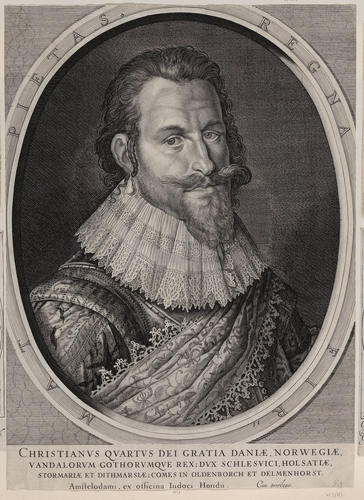
Christian IV., Kupferstich mit seiner Titulatur. Er führte 1618 zur Ausnutzung des Münzregals die Corona Danica ein.

Im Jahr 1618 führte Christian IV. die Corona Danica ein, weil aus der bisherigen Dänischen Mark (Marck Danske) ohne Abwertung kein Münzgewinn erzielt werden konnte. Die Ausmünzung erfolgte im Kopenhagener Schloss. Dort befand sich die Münzstätte Kopenhagen.
- 1 Corona Danica = 96 Kroneskilling

Während in den ebenfalls vom Christian VI. regierten Herzogtümern Schleswig und Holstein weiter Speciedaler und Skilling Danske geprägt wurden, löste auch im dänischen Kernstaat die Ausmünzung von Kronen und Kroneskillinge die vorherigen Münztypen nicht vollständig ab. So wurden 1622–24 im Wert von mehreren Hunderttausend Talern „normale“ Skilling-Münzen geprägt.
Der Name „Krone“ des neuen Münztyps ist nach Kahnt vom Münzbild der Rückseite abgeleitet. Nach v. Schrötter hatte Christian IV. die Benennung vom Land seines Schwagers Jakob I. von England übernommen (siehe Crown). Das erleichterte die Einführung des neuen Münztyps.
Die ursprüngliche Krone und ihre Teilstücke wurden nur bis 1624, teilweise bis 1625 geprägt. Christian IV. gab die Corona Danica für 1 1⁄2 Reichstaler aus. Demnach müsste sie 38,7 Gramm Silber enthalten. Sie war jedoch 13 3⁄4 lötig und enthielt nur 32,5 Gramm Silber. Dadurch konnte ein Münzgewinn von etwa 11 % erzielt werden. Wegen dieser offensichtlichen Münzverfälschung musste die Corona Danica 1625 auf 1 1⁄3 Reichstaler abgewertet werden. Bis 1644 werden wieder vorwiegend Skilling Danske geprägt, danach auch wieder Marck Danske als Großmünzen.
Friedrich III. lässt ab 1651 neben anderen Münzen erneut Kronen prägen, zunächst mit einem Feingehalt von 16,25 g Silber, dann von 14,964 g. Mit diesem Feingehalt, aber in unterschiedlichem Umfang bringen alle nachfolgenden Regenten bis einschließlich Christian VII. Kronen heraus.

## Münzbeschreibung
(Die Beschreibung betrifft die oben abgebildete Münze.)

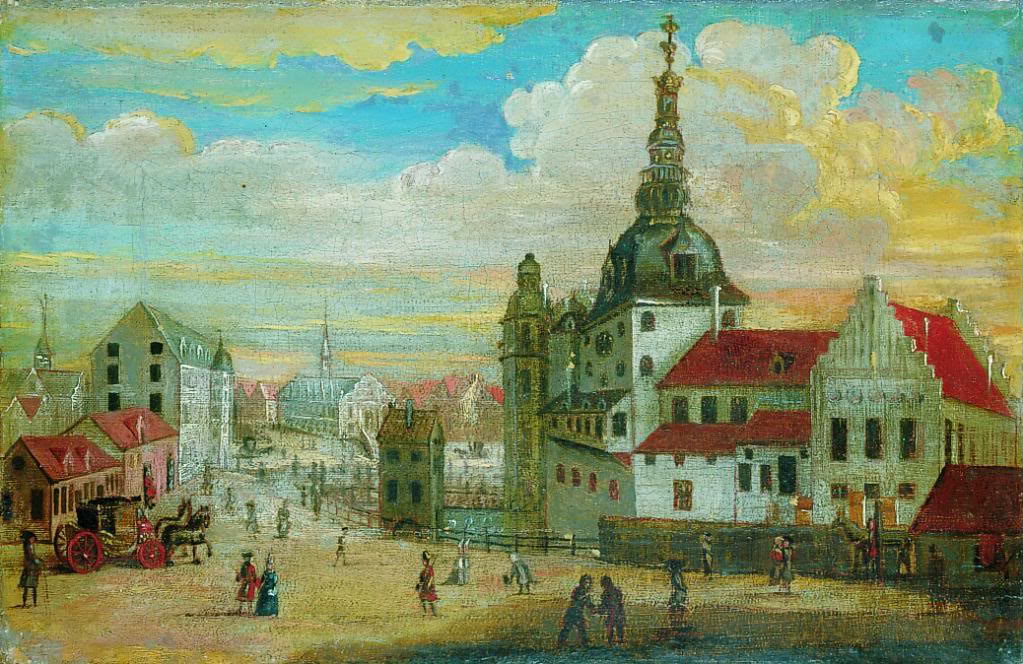
Das Kopenhagener Schloss im Jahr 1698. Hier wurde die Corona Danica geprägt.

Die neu eingeführte Münze Corona Danica Christians IV. von Dänemark ist ein 2-Kronen-Stück (Doppelkrone) von 1618 mit dem Münzmeisterzeichen Kleeblatt des Münzmeisters Nikolaus Schwabe der Münzstätte Kopenhagen. Die Silbermünze hat einen Durchmesser von 46 Millimetern und wiegt zirka 37,8 Gramm. Sie ist eine Talermünze (ebenso wie die englischen Silber-Crowns – siehe Cromwelltaler) und kommt auch mit der Jahreszahl 1619 vor.

### Vorderseite
Die Vorderseite zeigt den stehenden bekrönten König im Harnisch. Mit der rechten Hand schultert er das Zepter, mit der linken fasst er das Schwert am Griff. Die römische Zahl IIII zwischen den Füßen des Königs ist die Wertangabe „4 Mark Danske“.
- Umschrift: CHRISTIANUS • D(ei) : G(ratia) : DANIӔ • (Fortsetzung der Umschrift auf der Rückseite)

### Rückseite
Auf der Rückseite ist die Krone Cristians IV. aufgeprägt.
- Äußere Umschrift: NORVEGI(ae) : VANDALO(rum) : GOTORU(m) : Q(ue) • REX • 1618 (Fortsetzung der Umschrift der Vorderseite)

Übersetzung der Umschrift beider Seiten: Christian, von Gottes Gnaden König von Dänemark, Norwegen, der Vandalen und der Goten.
Mit Vandalen sind Wenden gemeint. Der Anspruch des Königreichs bezieht sich auf den Ostseeraum. Zwischen Vandalen und Wenden wurde meist nicht unterschieden.
- Innere Umschrift oben (Buchstaben): • R(egna) • F(irmat) • P(ietas)

Übersetzung: Frömmigkeit stärkt das Reich, das ist der Wahlspruch Christians IV. Im Volksmund wurden die Buchstaben jedoch zutreffend umgedeutet in Riget Fattes Penge, Dem Reich mangelt es an Geld.
- Innere Umschrift unten: CORONA • DANICA •

Übersetzung: Dänische Krone.

## Nachbildung
Von dem 1618 neu eingeführten Münztyp Corona Danica wurde eine als Kopie bezeichnete Nachbildung angefertigt, die vorbildlich gekennzeichnet ist. Die Vorder- und Rückseite dieser Prägung ist mit KOPI sowie mit DANMARKS MØNTSKAT versehen. Die Kennzeichnung befindet sich in einer außerhalb des Münzbildes vorhandenen Ringfläche. Manipulationen, die zu Fälschungen werden können, sind damit ausgeschlossen. Außerdem beträgt der Durchmesser nur 38,6 Millimeter.